# Mitropacup 1929
De Mitropacup 1929 was de derde editie van de internationale beker. Net zoals de vorige jaren namen er enkel teams deel uit Oostenrijk, Hongarije en Tsjechoslowakije. Teams uit Joegoslavië waren er dit jaar niet bij en deze werden vervangen door Italiaanse clubs. De landskampioen en bekerwinnaar (of verliezend bekerfinalist) van elk land nam deel. Er werd gespeeld met knock-outsysteem in heen- en terugwedstrijden. Bij gelijke stand na twee wedstrijden zou er een beslissende wedstrijd komen. Alle acht deelnemers startten in de kwartfinale. Net zoals vorig jaar met Sparta Praag kon de titelverdediger Ferencvaros zich niet kwalificeren.

## Kwartfinale
| Teams                 | Teams | Teams           | Heenwedstrijd | Terugwedstrijd | Totaalscore |
| Újpest FC             | -     | Sparta Praag    | 6:1           | 0:2            | 6:3         |
| Hungária FC Boedapest | -     | First Vienna FC | 1:4           | 1:2            | 2:6         |
| SK Rapid Wien         | -     | Genova 1893     | 5:1           | 0:0            | 5:1         |
| Juventus              | -     | Slavia Praag    | 1:0           | 0:3            | 1:3         |

## Halve finale
| Teams           | Teams | Teams         | Heenwedstrijd | Terugwedstrijd | Totaalscore |
| First Vienna FC | -     | Slavia Praag  | 3:2           | 2:4            | 5:6         |
| Újpest FC       | -     | SK Rapid Wien | 2:1           | 2:3            | 4:4         |

| Teams     | Teams | Teams         | Score | Beslissende wedstrijd | Totaalscore |
| Újpest FC | -     | SK Rapid Wien | 4:4   | 3:1 n.v.(1:1, 0:1)    | 7:5         |

## Finale
| Teams     | Teams | Teams        | Heenwedstrijd | Terugwedstrijd | Totaalscore |
| Újpest FC | -     | Slavia Praag | 5:1 (1:1)     | 2:2 (0:2)      | 7:3         |

| Teams          | Újpest FC - Slavia Praag |
| Uitslag        | 5:1 (1:1) |
| Datum          | 3 november 1929 |
| Stadion        | Megyeri út, Boedapest 16.000 toeschouwers |
| Scheidsrechter | Eugen Braun (Oostenrijk) |
| Goals          | 1:0 (43.) Illés Spitz, 1:1 (44.) Antonín Puč, 2:1 (65.) Stefan Auer, 3:1 (69.) Albert Török, 4:1 (71.) Illés Spitz, 4:1 (83.) Gábor P. Szabó                                                                        |
| Újpest FC      | János Aknai; Károly Kövágó, József Fogl (C); Ferenc Borsányi, János Köves, József Víg-Wilhelm; Albert Ströck, Stefan Auer, István Mészáros, Illés Spitz, Gábor P. Szabó Trainer: Lajos Bányai                       |
| Slavia Praag   | František Plánička; Ladislav Ženíšek, Antonín Novák; Antonín Vodička, Josef Pleticha (C), Karel Čipera; František Junek, Bohumil Joska, František Svoboda, Antonín Puč, Josef Kratochvíl-Kráťa Trainer: John Madden |

| Teams          | Slavia Praag - Újpest FC |
| Uitslag        | 2:2 |
| Datum          | 17 november 1929 |
| Stadion        | Slavia-Stadion, Praag 25.000 toeschouwers |
| Scheidsrechter | Eugen Braun (Oostenrijk) |
| Goals          | 1:0 (30.) František Junek, 2:0 (59., Elfmeter) František Svoboda, 2:1 (85.) Gábor P. Szabó, 2:2 (87.) Stefan Auer                                                                                                   |
| Slavia Praag   | František Plánička; Ladislav Ženíšek, Antonín Novák; Antonín Vodička, Josef Pleticha (C), Karel Čipera; František Junek, Bohumil Joska, František Svoboda, Antonín Puč, Josef Kratochvíl-Kráťa Trainer: John Madden |
| Újpest FC      | János Aknai; Károly Kövágó, József Fogl (C); Ferenc Borsányi, János Köves, József Víg-Wilhelm; Albert Ströck, Stefan Auer, István Mészáros, Illés Spitz, Gábor P. Szabó Trainer: Lajos Bányai                       |

1927 · 1928 · 1929 · 1930 · 1931 · 1932 · 1933 · 1934 · 1935 · 1936 · 1937 · 1938 · 1939 · 1940 · 1951 · 1955 · 1956 · 1957 · 1958 · 1959 · 1960 · 1961 · 1962 · 1963 · 1964 · 1965 · 1966 · 1967 · 1968 · 1969 · 1970 · 1971 · 1972 · 1973 · 1974 · 1975 · 1976 · 1977 · 1978 · 1980 · 1981 · 1982 · 1983 · 1984 · 1985 · 1986 · 1987 · 1988 · 1989 · 1990 · 1991 · 1992